# Michel Pollentier
Michel Pollentier (født 13. februar 1951 i Diksmuide, Vestflandern) er en tidligere belgisk professionel landevejscykelrytter. Han blev professionel i 1973. Højdepunktet i hans karriere var hans samlede sejr i Giro d'Italia i 1977.